# 賈斯汀·蓋伯瑞爾
賈斯汀·蓋伯瑞爾（英語：Justin Gabriel，1981年3月3日—），本名小保羅·勞埃德（Paul Lloyd, Jr.），是南非的職業摔角選手。

## 冠軍及成就

### 職業摔角畫報
- PWI年度最佳宿敵（1992年；外道軍團對上世界摔角娛樂）[4]
- PWI年度最厭惡摔角手（2010年）[5]
- PWI 500-第61名（2011年）[6]

### 世界摔角聯盟
- WWE雙打冠軍（三次；與希斯·史雷特）[7][8][9]
- 衝擊大賞年度最震驚（2010年；外道軍團成立）[10]